# Partito Laburista Brasiliano (1945)
Il Partito Laburista Brasiliano (Partido Trabalhista Brasileiro, PTB) fu un partito politico brasiliano populista di centro-sinistra fondato nel 1945 da sostenitori del presidente Getúlio Vargas. Fu smantellato dai militari dopo il colpo di Stato del 1964.